# GSC5994-3405
GSC5994-3405 — хімічно пекулярна зоря спектрального класу Sr, що має видиму зоряну величину в смузі V приблизно  9,8.